# Marcelle Pierrot
Marcelle Pierrot, née le 20 décembre 1949 à Trois-Rivières (Guadeloupe), est une haute fonctionnaire française. Elle a notamment été, du 23 janvier 2013 au 21 décembre 2014, préfète de la Guadeloupe et représentante de l’État dans les collectivités de Saint-Barthélemy et Saint-Martin.

## Biographie
Marcelle Pierrot effectue sa scolarité à Trois-Rivières puis au Lycée Gerville-Réache de Basse-Terre. Elle part ensuite pour Bordeaux suivre des études à l'Institut d'études politiques dont elle sort diplômée.
Elle commence sa carrière en 1975 au ministère de l'Intérieur. Secrétaire en chef de la sous-préfecture de L'Haÿ-les-Roses, elle dirige ensuite les cabinets des préfets du Gers, de la région du Limousin et de l'Essonne. Sous-préfète de Lunéville (Meurthe-et-Moselle) de 1993 à 1995, elle revient au ministère de l'Intérieur en qualité de sous-directrice du recrutement et de la formation. Sous-préfète d'Arles puis de la Somme, préfète déléguée pour l'égalité des chances auprès du préfet de la région Provence-Alpes-Côte d'Azur, préfète du Lot, elle devient préfète du Tarn pour enfin revenir en Lorraine et devenir préfète des Vosges.
Le conseil des ministres du 23 janvier 2013 nomme Marcelle Pierrot préfète de la Guadeloupe, préfète de la région Guadeloupe et représentante de l’État dans les collectivités de Saint-Barthélemy et Saint-Martin. La décision est entérinée par décret le 25 janvier 2013. Elle est la première femme guadeloupéenne nommée préfète de la Guadeloupe,. Cette nomination est aussi une première du fait que les fonctionnaires de son rang ne sont jamais nommés dans leur région d'origine.
Elle est admise à faire valoir ses droits à la retraite à compter du 21 décembre 2014.
Marcelle Pierrot figure à l'édition 2012-2013 du « Gotha noir de France », qui a pour but de « mettre en lumière des modèles de talent, d’excellence et de méritocratie ».

## Récompenses et distinctions

### Décorations
- Commandeure de la Légion d'honneur. Elle est nommée chevalière le 31 décembre 2001[9], promue officière le 22 avril 2011[10] et commandeure le 30 décembre 2016[11].
- Officière de l'ordre national du Mérite. Elle est nommée chevalière le 31 janvier 1994, promue officière le 30 janvier 2008[12].